# Teleostomi
I Teleostomi sono un clade di Gnatostomi che comprende i Tetrapodi, gli Osteitti (parafiletici) e gli ormai estinti Acantodi. Tra i caratteri chiave di questo gruppo ricordiamo la presenza di un opercolo e di un'unica coppia di aperture respiratorie, tutti aspetti che verranno persi o modificati in alcuni rappresentanti del raggruppamento. I Teleostomi comprendono tutti gli Gnatostomi a eccezione dei Condritti e dei Placodermi.
Il clade dei Teleostomi (bocche [stoma] terminale [teleos]) non va assolutamente confuso con quello dei Teleostei (completamente [teleos] ossei [oston]), che, malgrado la pronuncia molto simile, è un raggruppamento di pesci raggiati.

## Tassonomia e filogenesi
```
Subphylum 
Vertebrata

├─(unranked) 
Gnathostomatomorpha

└─Infraphylum 
Gnathostomata

      ├─Classe 
Placodermi
 - 
estinti
 (Gnatostomi corazzati)
      └Microphylum 
Eugnathostomata
 (Vertebrati con vere mascelle)
         ├─Classe 
Chondrichthyes
 (pesci cartilaginei)
         └─(unranked) 
Teleostomi
 (Acanthodii e Osteichthyes)
             ├─Classe 
Acanthodii
 - 
estinti
 ("squali spinosi")
             ├Superclasse 
Osteichthyes
 (pesci ossei)
             ├   ├─Classe 
Actinopterygii
 (pesci dalle pinne raggiate)
             ├   └─Classe 
Sarcopterygii
 (pesci dalle pinne lobate)
             └Superclasse 
Tetrapoda

                 ├─Classe 
Amphibia
 (
Anfibi
)
                 └(unranked) 
Amniote
 (creature con uovo amniotico)
                     ├─Classe 
Sauropsida
 (Rettili o Sauropsidi)
                     ├   └─Classe 
Aves
 (Uccelli)
                     └─Class 
Synapsida

                         └─Class 
Mammalia
 (Mammiferi)

 

Nota: le linee mostrano le relazioni evolutive.
```

## Origini
Le origini dei Teleostomi sono oscure, ma i loro primi fossili conosciuti sono degli Acantodi ("squali spinosi") del Tardo Ordoviciano. Gli attuali Teleostomi costituiscono il clade degli Euteleostomi, che comprende tutti gli Osteitti e i Tetrapodi. Sebbene gli Acantodi si estinsero alla fine del Permiano, gli Euteleostomi continuarono a svilupparsi, tanto che al giorno d'oggi comprendono il 99% di tutti i Vertebrati.

## Caratteristiche fisiche
I Teleostomi presentano due adattamenti principali che consentono loro la respirazione acquatica. Innanzitutto, i primi Teleostomi svilupparono una sorta di opercolo, che però non era costituito da un unico pezzo come nei pesci attuali. Lo sviluppo di un'unica apertura respiratoria sembra essere già stato un passo evolutivo importante. Inoltre, i Teleostomi hanno sviluppato una vescica natatoria e la capacità di utilizzare l'ossigeno atmosferico, anche se agli inizi soltanto per il galleggiamento. La funzione principale della vescica natatoria è quella di conferire al pesce un galleggiamento neutro. Successivamente, nei Tetrapodi, questo organo si evolverà e si modificherà nei polmoni.
Gli Acantodi, così come gli Acantopterigi, mostrano la presenza di tre otoliti, la sagitta nel sacculo, l'asterisco nella lagena e il lapillo nell'utricolo. Nei dipnoi sono presenti soltanto due otoliti e in Latimeria solo uno.